# Steven S. Vogt
Steven Scott Vogt es un astrónomo que se dedica a la búsqueda de planetas extrasolares. Es profesor de astronomía y astrofísica en la Universidad de California en Santa Cruz.

## Planetas descubiertos
- Gliese 581 g, junto con el investigador Paul Butler, 29 de septiembre de 2010.
- También descubrió junto al astrónomo John Kreling, un nuevo planeta habitable, Helis.[3]